# Zaire az 1984. évi nyári olimpiai játékokon
Zaire az egyesült államokbeli Los Angelesben megrendezett 1984. évi nyári olimpiai játékok egyik részt vevő nemzete volt. Az országot az olimpián 2 sportágban 8 sportoló képviselte, akik érmet nem szereztek.

## Atlétika
Férfi
| Versenyző            | Versenyszám | Előfutam | Előfutam | Előfutam | Elődöntő | Elődöntő | Elődöntő | Döntő         | Döntő         |
| Versenyző            | Versenyszám | Idő      | Hely.    | Össz.    | Idő      | Hely.    | Össz.    | Idő           | Helyezés      |
| -------------------- | ----------- | -------- | -------- | -------- | -------- | -------- | -------- | ------------- | ------------- |
| Masini Situ-Kumbanga | 5000 m      | 15:02,52 | 12.      | 47.      | kiesett  | kiesett  | kiesett  | kiesett       | kiesett       |
| Masini Situ-Kumbanga | Maraton     |          |          |          |          |          |          | nem ért célba | nem ért célba |

Női
| Christine Bakombo | 800 m | 2:18,79 | 6. | 25. | kiesett | kiesett | kiesett | kiesett | kiesett | kiesett | kiesett | kiesett |

## Ökölvívás
| Versenyző         | Versenyszám   | Selejtező                  | 32-es főtábla              | Nyolcaddöntő              | Negyeddöntő       | Elődöntő          | Döntő             | Helyezés |
| Versenyző         | Versenyszám   | Ellenfél Eredmény          | Ellenfél Eredmény          | Ellenfél Eredmény         | Ellenfél Eredmény | Ellenfél Eredmény | Ellenfél Eredmény | Helyezés |
| ----------------- | ------------- | -------------------------- | -------------------------- | ------------------------- | ----------------- | ----------------- | ----------------- | -------- |
| Lutuma Diabateza  | Légsúly       |                            | José Rodríguez (PUR) · 0:5 | kiesett                   | kiesett           | kiesett           | kiesett           | 17.      |
| Tshoza Mukuta     | Harmatsúly    | erőnyerő                   | Pedro Décima (ARG) · 0:5   | kiesett                   | kiesett           | kiesett           | kiesett           | 17.      |
| André Kimbu Mboma | Könnyűsúly    | erőnyerő                   | Gordon Carew (GUY) · 0:5   | kiesett                   | kiesett           | kiesett           | kiesett           | 17.      |
| Muenge Kafuanka   | Kisváltósúly  | Jorge Maysonet (PUR) · RSC | kiesett                    | kiesett                   | kiesett           | kiesett           | kiesett           | 33.      |
| Kitenge Kitengewa | Váltósúly     | erőnyerő                   | Lefa Tsapi (LES) · RSC     | Dwight Frazer (JAM) · 2:3 | kiesett           | kiesett           | kiesett           | 9.       |
| Fubulume Inyama   | Nagyváltósúly | erőnyerő                   | Elone Lutui (TGA) · 1:4    | kiesett                   | kiesett           | kiesett           | kiesett           | 17.      |

RSC – a mérkőzésvezető megállította a mérkőzést